# 1028 в Україні
1028 в Україні — це перелік головних подій, що відбулись у 1028 році на території сучасних українських земель.

## Особи

### Народились
- Анастасія Ярославна, королеви Угорщини (1046—1061 рр.) з династії Рюриковичів, дружини короля Андраша I; наймолодша дочка Ярослава Мудрого та Інгігерди, сестра королеви Франції Анни Ярославни та королеви Норвегії Єлизавети Ярославни (пом. 1074).